# Indium(I,III)-iodid
Indium(I,III)-iodid ist eine anorganische chemische Verbindung des Indiums aus der Gruppe der Iodide.

## Gewinnung und Darstellung
Indium(I,III)-iodid kann durch Reaktion von Indium mit Quecksilber(II)-iodid gewonnen werden.
{\displaystyle \mathrm {In+HgI_{2}\longrightarrow Hg+InI_{2}} }
Es kann auch durch Reaktion von Indium und Indium(III)-iodid gewonnen werden.

## Eigenschaften
Indium(I,III)-iodid ist ein rotbrauner, kristalliner, diamagnetischer und hygroskopischer Feststoff, der in Wasser zu Indium und Indium(III)-iodid disproportioniert. Seine Schmelze ist schwarz gefärbt. Die Verbindung wird sinnvollerweise als In[InI4] oder InI·InI3 beschrieben. Sie besitzt eine orthorhombische Kristallstruktur in der Raumgruppe Pnna (Raumgruppen-Nr. 52) mit den Gitterparametern a = 842,7 pm, b = 1096,5 pm, c = 1117,3 pm sowie acht Formeleinheiten pro Elementarzelle.